# Louis David (homme politique)
Pour les articles homonymes, voir Louis David et David.
Louis Théodore David est un homme politique français né le 31 mai 1856 à Saint-Caprais-de-Bordeaux (Gironde) et décédé le 10 janvier 1931 à Andernos-les-Bains (Gironde)

## Biographie
Louis David fait ses études au lycée de Bordeaux, puis à la Faculté de droit. Devenu avocat en 1881, il est le secrétaire puis le suppléant d'Ernest Monis, sénateur de la Gironde (de 1891 à 1920) puis futur ministre, qu'il remplace souvent dans les plaidoiries en zone rurale. Il exerce à Bordeaux et à Paris. Conseiller municipal d'Andernos en 1896, il en est le maire de 1905 à 1929. En 1902, il est élu conseiller général du canton d'Audenge jusqu'en 1924. À l'âge de 62 ans, alors que le siège d'Ernest Monis est disponible, il se présente et est élu sénateur de la Gironde, poste qu'il occupe de 1920 à 1924 ; il siège au groupe de la Gauche démocratique.
Il consacre une grande partie de ses activités à sa commune d'Andernos, qui n'était qu'un modeste village de pêcheurs et qu'il en fait une prospère station balnéaire.
Après son échec à un second mandat de sénateur en 1924, il se retire à Andernos. En 1929, malade, il ne se représente pas à la mairie et décède début 1931. Sa veuve fait ériger une sépulture monumentale dans le parc de sa villa d'Andernos où il est inhumé, œuvre du sculpteur parisien  Raymond Delamarre.

### Sources
- « Louis David (homme politique) », dans le Dictionnaire des parlementaires français (1889-1940), sous la direction de Jean Jolly, PUF, 1960 [détail de l’édition]